# ناو کلاس لپزیگ
کروزر کلاس لپزیگ (به انگلیسی: Leipzig-class cruiser) یک کلاس از کشتی است که طول آن ۱۷۷ تا ۱۸۱٫۳ متر (۵۸۱ تا ۵۹۵ فوت) می‌باشد.